# Gerda Weissensteinerová
Gerda Weissensteinerová (* 3. ledna 1969, Bolzano) je bývalá italská sáňkařka a bobistka.
Větších úspěchů dosáhla na saních: Na olympijských hrách v Lillehammeru roku 1994 vyhrála závod jednotlivkyň. Je rovněž singlovou mistryní světa z roku 1993, krom toho má ze světového šampionátu zlato ze štafety (1989). Podobnou bilanci má z mistrovství Evropy, kde v roce 1994 brala zlato z individuálního závodu i ze štafety. Je rovněž dvojnásobnou celkovou vítězkou světového poháru (1992–93, 1997–98). Ovšem nezanedbatelných úspěchů dosáhla i na bobové dráze, kde má ze závodů dvojbobů bronz z olympijských her v Turíně roku 2006, stříbro z mistrovství Evropy z toho samého roku a má na kontě i dvě celková třetí místa ze světového poháru bobistek. Její partnerkou v dvojbobu byla Jennifer Isaccová. Zúčastnila se celkem šesti olympijských her. Stala se prvním italským sportovcem, který získal olympijské medaile ve dvou různých disciplínách. Po skončení závodní kariéry v roce 2006 se stala sáňkařkou trenérkou mládeže a tiskovou mluvčí Italského sáňkařského svazu.